# Martinique La Première (radio)
Pour les articles homonymes, voir Martinique La Première.
Martinique La Première est une chaîne de radio généraliste publique française de proximité de France Télévisions diffusée dans le département d'outre-mer de la Martinique.

## Histoire

### Création et débuts (1937-1939)
Radio Martinique est créée à Dillon (quartier populaire de Fort-de-France) par M. et Mme Antoine Séri. Cette radio privée est autorisée à émettre ses programmes le 22 octobre 1937, dans le cadre des autorisations précaires et révocables accordées par le monopole d’État français sur la radiodiffusion à des personnes privées.
À la fin des années 1930, Radio Martinique émet quotidiennement pendant trois heures et demie sur deux longueurs d’onde différentes, entre 12h15 et 13h45, puis entre 19h et 21h sur 9700 Kcs avec une puissance de 1 kilowatt, ce qui lui permet de rayonner dans toute la colonie mais également sur tous les postes de l’Amérique centrale, l’Est des États-Unis, le Canada ou même le Brésil. Elle y est même mieux entendue que la station métropolitaine de Paris Mondial. Dans cette perspective, un rapport datant du 16 novembre 1939, énonce le fait que Radio Martinique constitue un précieux instrument de propagande française qu’il est essentiel d’exploiter afin de combattre efficacement la propagande allemande dans les deux Amériques. En effet, le communiqué de presse quotidien du Service de l’Information de la colonie est traduit et diffusé en allemand, anglais et espagnol, tous les jeudis à 13h une émission en espagnol portant sur des questions de civilisation française est animée par M. Durand, les émissions en français comprennent des commentaires de presse extraits de Paris Mondial, dont Radio Martinique est le relai officiel, ainsi que des causeries. Une place est aussi faite à certains événements culturels caribéens, dont des représentations musicales d’artistes.

### Rôle pendant la seconde guerre mondiale (1939-1945)
En septembre 1939, le contrôle de l’information est officialisé et imposé en France et dans ses colonies, y compris aux stations privées, ce qui concerne donc Radio Martinique. Ainsi, le Haut Commissaire de la République aux Antilles et à la Guyane, l’Amiral Robert, informe-t-il régulièrement les autorités étatiques du non-respect des règles de la censure par Radio Martinique. Les journalistes mobilisent alors d’autres sources d’informations que les sources officielles délivrées par le gouvernement colonial pour élaborer leurs dépêches, au premier rang desquelles figurent les radios insulaires des îles voisines de langue anglaise ou espagnole. 
Avec l'entrée en guerre, Radio Martinique doit interrompre ses programmes, mais parvient à les rétablir officiellement dès 1943, avant la fin du conflit. Antoine Séri et son fils Roland accomplissent un tour de force en rétablissant par les moyens du bord la longueur d’onde de 31 mètres que le gouvernement de Vichy avait supprimée. Dans ce contexte de guerre et de propagande, le poste martiniquais reste à l’entière disposition du gouvernement provisoire de la République française. Radio Martinique reprend ses programmes dans leur intégralité mais avec des ressources économiques provenant de la publicité seule, la situation financière se dégrade. Antoine Séri, sollicite donc une aide financière du gouvernement colonial. Dès lors, en échange du versement d’une subvention mensuelle permettant à Radio Martinique de couvrir ses frais généraux et de continuer ses émissions en l’exemptant des droits de douane sur les pièces de rechange nécessaires à l’exploitation du poste ainsi que sur les disques de musique enregistrée, cette dernière doit consacrer quatre heures de sa programmation aux publics antillais et étrangers sur lesquels le Gouvernement désire exercer sa propagande. Elle doit également soumettre au Service Général de l’information la publicité et l’ensemble des programmes de ses émissions une fois par semaine.

### Passage sous le giron de la RDF puis RTF (1945-1974)
Le gouvernement français promulgue l’ordonnance du 23 mars 1945 portant sur la nationalisation des radios privées : le texte révoque l’ensemble des autorisations accordées antérieurement et toute nouvelle installation de moyens de diffusion est proscrite. En vertu de cette ordonnance et pour pérenniser cette emprise, l’État rachète l’ancienne radio privée Radio Martinique, qui ne peut se soustraire à cette cession effectuée avec l’accord du Conseil Général, et qui passe alors sous la direction de l'établissement public responsable de ce monopole, la Radiodiffusion française (R.D.F.), placée sous le contrôle du Ministère de l’Information. La R.D.F., avec le soutien du gouvernement colonial qui voit dans la radiodiffusion un instrument indispensable à l’action gouvernementale, prend en charge dès 1945 les installations de radiodiffusion dans la colonie. Le 12 juillet 1945, la R.D.F. lance sa première émission depuis le pavillon Bougenot, rue Victor Sévère à Fort-de-France, près de la Préfecture, dans les anciens locaux de Service de l’Information sous le gouvernement de l’Amiral Robert. La radio qui n’émet que quatre à cinq heures par jour, dépend de la Préfecture et c’est la Marseillaise qui annonce durant cette période le début et la fin des programmes. À l’antenne, le speaker en avise les auditeurs : « Neuf heures vont bientôt sonner. Dans quelques instants, la Marseillaise, notre Marseillaise, terminera cette émission ». Les informations sont lues par des speakers au ton volontairement impersonnel et non par les journalistes eux-mêmes ; les bulletins prenant, en conséquence, la forme figée de communiqués officiels, de conférences. L’autorité préfectorale contrôle également la totalité de la production et de la diffusion radiophonique de l’ensemble des programmes. Malgré l'ambition affichée d’adapter le paysage audiovisuel aux spécificités des auditeurs, la plupart des programmes sont des copies d’émissions produites en métropole régulièrement acheminées depuis Paris, marquant l’absence à l'antenne des populations créoles. La Martinique étant devenue un département français le 19 mars 1946, Radio Martinique amorce une politique de réaménagement de sa programmation dès 1947 en apportant des innovations à ses programmes pour les rendre toujours plus vivants et attractifs. Mais les émissions phares restent les chroniques, les bulletins d’informations nationales et internationales, les commentaires, les commentaires militaires, les revues de presse, et des reportages dont certains ont trait à des faits ou événements nationaux mais sont traités via le prisme local et insulaire. Jusqu’à la fin des années 1950, les programmes de Radio Martinique sont élaborés au sein même de la Préfecture dans une seule et même grande salle où les différents services se recouvrent. Le déménagement dans les locaux de Clairière à Fort-de-France et l’arrivée de Salvat Etchart contribuent en effet à une meilleure organisation et à la professionnalisation de la production des programmes. Avec Salvat Etchart, métropolitain d’origine basque, s’ébauche une nouvelle politique éditoriale visant à considérer davantage les particularités locales des auditeurs auxquels s’adressent ces programmes. Cependant, la plupart des programmes proviennent toujours de Paris et l’ensemble des émissions est scrupuleusement examiné par les instances centrales avant diffusion. La radio reste encore largement une radio d’État, et l’apparition de la langue créole et les expressions culturelles antillaises et caribéennes y sont parcimonieuses. La radio a largement contribué à l’amélioration de la vie quotidienne, et en particulier à la prévention des catastrophes naturelles. Dès que le nécessite l’actualité, les programmes sont interrompus pour la transmission des informations d’importance telles que les cyclones ou les incendies.
La R.D.F. devient la Radiodiffusion-télévision française (R.T.F.) en 1949. La politique de régionalisation menée depuis la Métropole permet à la radio de se rapprocher de l’auditeur, de ses préoccupations et de ses centres d’intérêt dans sa localité. Afin de favoriser la production audiovisuelle régionale, ce mouvement de décentralisation s’engage avec la création, à partir de 1963, de bureaux régionaux d’information chargés de garantir la production de programmes culturels et d’informations infranationaux dans chaque région française.
Par la suite, Radio Martinique appartient à l'Office de radiodiffusion télévision française (O.R.T.F.) à partir de juin 1964.

### Intégration au réseau RFO (depuis 1975)
À la suite de l'éclatement de l'O.R.T.F. en 1974, les stations régionales de radio de l’Outre-mer français sont intégrées à la nouvelle société nationale de programme France Régions 3 (FR3), au sein de la délégation FR3 DOM-TOM. La chaîne devient FR3-Martinique le 6 janvier 1975.
Le 31 décembre 1982, la chaîne prend le nom de RFO Martinique à la suite de la création de la société nationale de programmes RFO (Radio-Télévision Française d’Outre-Mer) par transfert des activités de FR3 pour l’Outre-mer. Durant les quatorze ans qui vont suivre, RFO Martinique va progressivement se doter d’équipements techniques de qualité afin de produire et diffuser de plus en plus d’émissions régionales.
En février 1999, RFO Martinique devient Radio Martinique, à la suite de la transformation de RFO en Réseau France Outre-mer.
La loi de réforme de l'audiovisuel n° 2004-669 du 9 juillet 2004 intègre la société de programme Réseau France Outre-mer au groupe audiovisuel public France Télévisions, qui devient alors un acteur de la radio publique en France, et dont dépend depuis Radio Martinique. Son président, Rémy Pflimlin, annonce le 12 octobre 2010 le changement de nom du Réseau France Outre-mer en Réseau Outre-Mer 1re pour s'adapter au lancement de la TNT en Outre-Mer. Toutes les chaînes de radio du réseau changent de nom le 30 novembre 2010 lors du démarrage de la TNT et Radio Martinique devient ainsi Martinique 1re.
Martinique 1re devient Martinique La Première le 1er janvier 2018.

## Identité visuelle

### Logos

Logo de Radio Martinique du 22 octobre 1937 à 1945
Logo de la R.D.F. Radio Martinique de 1945 à 1946
Logo de la R.D.F. Radio Martinique de 1946 au 8 février 1949
Logo de la R.T.F. Radio Martinique du 9 février 1949 au 4 février 1959
Logo de la R.T.F. Radio Martinique du 4 février 1959 au 26 juin 1964
Logo de l'O.R.T.F. Radio Martinique du 27 juin 1964 au 6 janvier 1975
Logo de FR3-Martinique du 6 janvier 1975 au 30 décembre 1982
Logo de RFO Martinique du 31 décembre 1982 à 1993
Logo de RFO Martinique de 1993 au 31 janvier 1999
Logo de Radio Martinique du 1er février 1999 au 22 mars 2005
Logo de Radio Martinique du 23 mars 2005 au 29 novembre 2010
Logo de Martinique 1re du 30 novembre 2010 au 28 janvier 2018
Logo de Martinique La 1re depuis le 29 janvier 2018

### Slogans
- « La voix de la France aux Antilles » (1945 - 1950)
- « Écoutez battre le cœur d'ici » (2005 - 2010)
- « Tous Première »
- « Au cœur d'ici »

## Organisation
Martinique 1re est l'antenne de radiodiffusion du pôle média de proximité Martinique 1re Radio-Télé-Internet, déclinaison du pôle Outre-Mer 1re de France Télévisions.

### Dirigeants
Directeur :
- Antoine Séri : 22/10/1937 - 23/03/1945

Directeurs régionaux :
- Marijosé Alie-Monthieux : 01/02/1999 - 07/2002
- Liliane Francil : 07/2002 - 05/2006
- Fred Ayangma : 05/2006 - 17/08/2009
- Jean-Philippe Pascal :17/08/2009 - 31/08/2014
- Augustin Hoareau : à compter du 1er septembre 2014

Directeur de l'antenne radio :
- Jeremy Edouard : depuis 2006

### Budget
Martinique 1re dispose d'un budget versé par Outre-Mer 1re et provenant pour plus de 90 % des ressources de la redevance audiovisuelle et des contributions de l’État français allouées à France Télévisions. Il est complété par des ressources publicitaires.

### Sièges
Le premier studio de Radio Martinique de 1937 à 1945 était situé à Fort-de-France dans le quartier de Dillon. Après le rachat de la station par l'État en 1945, les studios déménagent dans le pavillon Bougenot, rue Victor Sévère à Fort-de-France, près de la Préfecture, dans les anciens locaux de Service de l’Information.
En 1947, la R.D.F. déménage ses locaux dans le quartier de Clairière, sur les hauteurs de Fort-de-France. La R.T.F., l'O.R.T.F., FR3-Martinique, puis RFO Martinique et Martinique 1re aujourd'hui occupent toujours ces locaux qui abrite l’ensemble des moyens de production de radio et télévision. Le nouveau directeur régional, Augustin Hoareau, installera Martinique 1ère dans ses nouveaux locaux de la Tour Lumina en 2018.

### Missions
Les missions de Martinique 1re sont de produire des programmes de proximité, d'assurer une meilleure représentation de la vie sociale, culturelle, sportive, musicale et économique de l'île dans l'espace caribéen et à l'international par la coproduction de magazines et par le biais de Radio Ô. Elle est aussi chargée de représenter la diversité et la neutralité.

## Programmes
Martinique 1re diffuse des émissions de proximité, mais également des émissions produites par Radio Ô ou issues du groupe Radio France. Elle est aussi présente lors des échéances politiques et des grandes manifestations culturelles et en assure une couverture médiatique de proximité.

### Audience
Avec 22,7 % de part d'audience (source Médiamétrie septembre-décembre 2010), Martinique 1re est la deuxième radio la plus écoutée en Martinique après Radio Caraïbes international Martinique.

## Diffusion
Martinique 1re est diffusée en Martinique :

### FM
sur le réseau hertzien analogique sur la bande FM via dix émetteurs TDF :
- Fort-de-France : 92.0 MHz / 94.5 MHz
- Macouba : 92.0 MHz
- Schœlcher : 93.2 MHz
- Le Marin/Rivière-Pilote : 93.2 MHz
- Saint-Pierre/La Trinité : 94.0 MHz
- Grand'Rivière/Le Morne-Rouge : 94.3 MHz
- Fonds-Saint-Denis : 94.5 MHz

### AM
- Martinique (Tout Isle) : 1310 kHz

### Autres
Elle est aussi accessible par satellite sur CanalSat Caraïbes et en streaming sur son site internet.
Elle est également audible en France métropolitaine sur Freebox TV et le bouquet TV de SFR.
Le pôle Martinique 1re Radio-Télé-Internet diffuse aussi France Inter en direct sur l'ancien réseau RFO 2.